# Allgemeine Kostenpauschale
Die allgemeine Kostenpauschale, auch Unkostenpauschale, ist ein nachweisunabhängiger Pauschalbetrag, der Geschädigten eines Verkehrsunfalles von der Rechtsprechung aus Gründen der Praktikabilität gemäß § 287 ZPO zugesprochen werden kann. 
Die allgemeine Kostenpauschale gilt Unkosten ab, die zwar im direkten Zusammenhang mit einem Verkehrsunfall entstehen, aber nicht direkt dem Fahrzeugschaden oder sonstigen Sach- oder Gesundheitsschäden zuzurechnen sind, insbesondere mit dem Unfallereignis zusammenhängende Porto-, Telefon- und Fahrtkosten kleineren Umfangs. Die vom Gericht zugesprochene Pauschale richtet sich in der Praxis nach der Rechtsprechung des Senats im jeweiligen Oberlandesgerichtsbezirks. Will der Geschädigte höhere Kosten geltend machen, ist ein konkreter Nachweis erforderlich.